# Romy Indy
Romy Indy (Culemborg, 22 januari 1999) is een Nederlands pornoactrice van Surinaamse afkomst.

## Carrière
Indy is afkomstig uit Culemborg en deed in 2018 mee aan de verkiezing Miss Beauty of Utrecht. Sinds 2021 is ze actief als actrice. In 2022 won ze de AVN Awards voor Best New Starlet. Er waren naast Indy nog vijftien genomineerden en ze werd de eerste Nederlander die een dergelijke prijs won.

## Gewonnen prijzen
- 2022: AVN Awards - best new international starlet